# Verzorgingsplaats Montélimar
Verzorgingsplaats Montélimar is een geheel van twee verzorgingsplaatsen, Montélimar Ouest en Montélimar Est, aan de autosnelweg A7/E15 halfweg tussen Valence en Orange ten zuidoosten van de Franse stad Montélimar, op het grondgebied van de gemeente Allan in het departement Drôme. Beide zijden zijn met elkaar verbonden door een voetgangersbrug. 
Samen gaat het om de grootste verzorgingsplaats van Europa, die op drukke dagen 80.000 chauffeurs en vakantiegangers ontvangt. De verzorgingsplaats wordt uitgebaat door VINCI en er werken meer dan 300 mensen. De horeca wordt verzorgd door Autogrill.
Nergens ter wereld wordt meer nougat, een specialiteit van Montélimar, verkocht dan op deze verzorgingsplaats. De belangenorganisatie van de plaatselijke sector heeft een concessie om er winkels uit te baten.